# Горы Эхориат
Горы Эхориат (лат. Echoriath Montes) — горная цепь на Титане, самом крупном спутнике Сатурна. Пересекает светлую местность Адири; координаты центра — 7°24′ ю. ш. 146°12′ в. д. / 7,4° ю. ш. 146,2° в. д. Тянется с запада на восток, изгибаясь дугой к северу. Длина — 930 км (самая длинная горная цепь Титана из наименованных на 2014 год).
Горы Эхориат соседствуют с несколькими другими хребтами, большинство из которых тянется примерно параллельно им. Часть этих горных цепей получила названия. В частности, южнее гор Эхориат находятся (с запада на восток): горы Ангмар, Долмед, Мерлок, Грам; севернее — горы Иренсага, за которыми расположены горы Рерир, Таникветиль и Миндоллуин. Кроме того, в окрестностях гор Эхориат есть несколько полей дюн. Это волны Зефира к югу от западной части хребта, волны Борея напротив них на севере и волны Эвра к югу от центра хребта (между горами Эхориат и Мерлок).
Горы Эхориат были обнаружены на радиолокационных снимках космического аппарата «Кассини», заснявшего эту область 28 октября 2005 года. Как и другие горы, на радарных изображениях они выглядят ярче окружающей местности. Названы именем горной цепи Эхориат из легендариума Дж. Р. Р. Толкина. Это название было утверждено Международным астрономическим союзом 5 декабря 2011 года.